# Nils Gaup
Nils Gaup, född 12 april 1955 i Kautokeino, är en norsk-samisk regissör och skådespelare, mest känd för sin film Vägvisaren från 1987, som nominerades till en Oscar för bästa utländska film 1988.

## Biografi
Gaup ville från början bli skidåkare, vilket han dock gav upp och utbildade sig till skådespelare vid Statens Teaterhøgskole mellan åren 1974 och 1978. Gaup arbetade som skådespelare i norska filmer innan han som filmskapare fick sitt genombrott med filmen Vägvisaren.

## Teater
Gaup hade utbildat sig vid Statens Teaterhøgskole och arbetade efter det som skådespelare på Hålogaland Teater, där han bland annat spelade huvudrollen i föreställningen Gesat. Gaup var med om att upprätta den respekterade Beaivváš Sámi Teahter år 1981, den första teatern på samiska. År 1987 satte han upp föreställningen Soga Bolaga på Beaivváš Sámi Teahter och fyra år senare satte han upp föreställningen Déjà vu på Hålogaland Teater.

## Filmkarriär

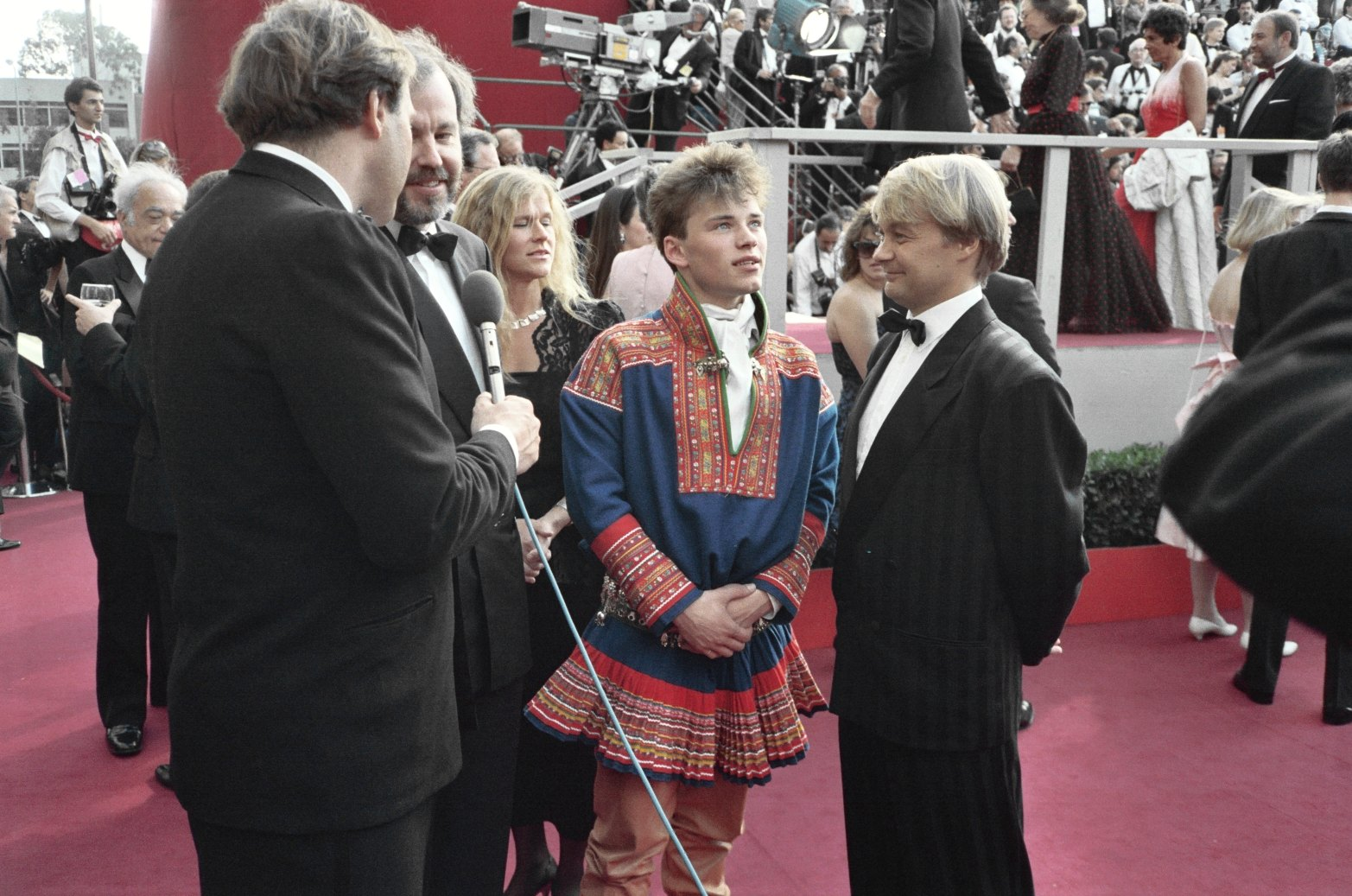
Mikkel Gaup (i samedräkt) och Nils Gaup (t.h.), vid Oscarsgalan 1988.

År 1985 började han skriva manus till filmen Vägvisaren (samiska "Ofelaš") som hade premiär 1987. Filmen baserar sig på en gammal legend och utspelar sig under 1000-talet i Sameland, där en ung man ser sin familj bestialiskt mördas av tjuder, ett krigiskt folk. De tvingar honom att bli vägvisare till ett annat sameläger. Tack vare sin goda kännedom om omgivningarna försöker han hämnas genom att leda tjudrerna i fördärvet. Filmen nominerades till en Oscar för bästa utländska film 1988 och vann även det norska filmpriset Amanda. Den spelade in över en halv miljard norska kronor, och blev en av de mest populära hyrvideorna det året, bland annat i England. Succén gjorde Gaup så populär att han blev erbjuden att regissera Robocop, men tackade nej.
Nästa film blev klar 1990, den delvis Disney-finansierade Piratgrottans hemlighet (Haakon Haakonsen), ett piratäventyr inspirerat av en ungdomsroman skriven av Oluf Vilhelm Falck-Ytter som i sin tur var baserad på Daniel Defoes roman Robinson Crusoe. Detta blev, med en budget på 60 miljoner norska kronor, den på sin tid dyraste skandinaviska filmen någonsin, och filmen blev en publiksuccé i USA i dubbad version. Året efter tackade Gaup nej till att regissera dramat Inte utan min dotter med Sally Field. Han valde istället att göra en uppföljare till Håkon Håkonssen, komedin/thrillern Huvudet över vattnet, som vann Amandapriset för bästa film. Denna film spelades in i en ny version i USA 1996, med bland annat Cameron Diaz och Harvey Keitel i rollerna.
Gaup spelade även in film i Hollywood. Han var bland annat påtänkt för att spela in en Bondfilm, och var under en tid knuten till inspelningen av Waterworld med Kevin Costner, en produktion som han dock hoppade av när projektet blev för krångligt och budgeten orealistisk (Waterworld kostade i slutändan 175 miljoner dollar). Gaup spelade istället in westernfilmen Tashunga (engelska North Star, originalnamnet Tashunga är inuitiska) med Christopher Lambert och James Caan. Filmen spelades in i Norge. Den var mycket enklare och billigare att producera, men blev sågad av kritikerna. Gaup har själv senare hävdat att det är det sämsta han har gjort.
Nästa projekt blev att regissera NRK:s dramaserie Nini med Irén Reppen. Året därpå, 1999, återvände han till filmvärlden med filmen Flykten från Jante (Misery Harbor), en samproduktion mellan Norge, Kanada, Sverige och Danmark. Gaup var sedan upptagen med att förverkliga en gammal dröm: att filmatisera upproret i Kautokeino 1852, en blodig konflikt mellan samer och norska staten och kyrkan om bland annat alkoholförsäljning. År 2002 fick han klarsignal och kunde börja med filmprojektet. Filmen Kautokeinoupproret visades för första gången på Tromsø Internasjonale Filmfestival den 16 januari 2008 och fick premiär i Norge den 18 januari. Den svenska premiären var den 5 september samma år. I filmen medverkar bland annat de svenska skådespelarna Mikael Persbrandt och Michael Nyqvist. Även Kautokeinoupproret vann Amandapriset - priset gick till huvudrollsinnehavaren Anni-Kristiina Juuso.
Det planerades att Gaup skulle göra en filmatisering på Gert Nygårdshaugs roman Mengele Zoo från 1989, men SF Norge och Motion Blur köpte tillsammans med Espen Sandberg filmrättigheterna.
Gaup skapade 2021 en dokumentärfilm om den norska målaren Aksel Waldemar Johannessen. Dokumentärfilmen fick namnet Bilder fra et nordisk drama och hade premiär den 5 november 2021.

## Filmografi (i urval)
- 1978 – Det andre skiftet (skådespelare)
- 1982 – Krypskyttere (skådespelare)
- 1986 – Nattseilere (skådespelare)
- 1987 – Vägvisaren
- 1990 – Piratgrottans hemlighet
- 1993 – Huvudet över vattnet
- 1994 – Just Do It
- 1996 – Tashunga
- 1999 – Flykten från Jante
- 2001 – Nini – den stille uke (TV-serie)
- 2005 – Deadline Torp (TV-serie)
- 2008 – Kautokeinoupproret
- 2016 – The last king (originaltitel: Birkebeinerne)
- 2023 – Upproret

## Priser
- 1988 – Amandapriset för Vägvisaren
- 1988 – Oscarsnominering för Vägvisaren
- 1989 – Sutherland Trophy för Vägvisaren
- 1994 – Amandapriset för Huvudet över vattnet
- 1999 – Nominerad till Montréals Filmfestivals pris för Flykten från Jante
- 2008 – Publikpriset vid Nordiska filmdagarna i Lübeck för Kautokeinoupproret
- 2022 – Anders Jahres Kulturpris[6]

### Översättning
Denna artikel är helt eller delvis baserad på material från bokmålsnorska, nynorska, tyska, franska och engelska Wikipedia